# Tsrăntja (distrikt i Pazardzjik)
Tsrăntja (bulgariska: Црънча) är ett distrikt i Bulgarien.   Det ligger i kommunen Obsjtina Pazardzjik och regionen Pazardzjik, i den centrala delen av landet, 100 km sydost om huvudstaden Sofia.